# لاشخورها
لاشخورها فیلمی به کارگردانی و نویسندگی عزیزالله رفیعی محصول سال ۱۳۴۲ است.

## خلاصه داستان
دکتر حقی و همسرش در تصادف اتومبیل کشته می‌شوند و فرزند آن‌ها نادر از این حادثه جان سالم به در می‌برد اما قدرت تکلم و شنوایی خود را از دست می‌دهد…

## بازیگران
- فریده نصیری
- نادر رفیعی
- شرایلی
- هوشنگ بهشتی
- مسعود زادگان
- اکبر هاشمی
- رضا هوشمند
- جعفر توکلی
- حسین جهانگیری
- غلامرضا سرکوب